# Pastelitos criollos
Els pastelitos criollos són un dolç típic de l'Argentina, el qual es menja, sobretot, durant la festa de la Revolució de Maig, tots els 25 de maig.
Es tracta d'un pastís fet de pasta fullada, farcit amb dolç de moniato o codonyat, i fregit en abundant oli de gira-sol. Se serveix empolvorat amb sucre.